# Бюргерии
Бюргерии (лат. Buergeria) — род бесхвостых земноводных из семейства веслоногих лягушек, единственный в подсемействе Buergeriinae.

## Описание
Размер представителей рода от 4 до 8 см. Голова небольшая или среднего размера. Морда округлая, глаза выпуклые или навыкате. Тело крепкое, стройное. Конечности хорошо развиты: передние лапы с 4 пальцами, на которых есть большие диски-присоски. Задние — с 5 пальцами, с развитыми перепонки. Окраска преимущественно серая, зелёная, оливковая с многочисленными пятнами или точками более светлого цвета.

## Образ жизни
Обитают в растительности возле ручьёв и рек. Часто встречаются в горах. Активны ночью. Питаются мелкими беспозвоночными.

## Распространение
Ареал рода охватывает острова Тайвань и Хайнань (Китай), и острова Рюкю и Хонсю (Япония).

## Классификация
Согласно данным сайта AmphibiaWeb, на январь 2021 года в род включают 6 видов:
- Buergeria buergeri (Temminck & Schlegel, 1838) — Поющая бюргерия
- Buergeria choui Matsui & Tominaga, 2020
- Buergeria japonica (Hallowell, 1861) — Рисовая бюргерия
- Buergeria otai Wang et al., 2017
- Buergeria oxycephala (Boulenger, 1900) — Хайнаньский веслоног
- Buergeria robusta (Boulenger, 1909) — Речная бюргерия